# Bika
Pour les articles homonymes, voir Bika (homonymie).
 (juin 2021).
La mise en forme du texte ne suit pas les recommandations de Wikipédia : il faut le « wikifier ».
Les points d'amélioration suivants sont les cas les plus fréquents :
- Les titres sont pré-formatés par le logiciel. Ils ne sont ni en capitales, ni en gras.
- Le texte ne doit pas être écrit en capitales (les noms de famille non plus), ni en gras, ni en italique, ni en « petit »…
- Le gras n'est utilisé que pour surligner le titre de l'article dans l'introduction, une seule fois.
- L'italique est rarement utilisé : mots en langue étrangère, titres d'œuvres, noms de bateaux, etc.
- Les citations ne sont pas en italique mais en corps de texte normal. Elles sont entourées par des guillemets français : « et ».
- Les listes à puces sont à éviter, des paragraphes rédigés étant largement préférés. Les tableaux sont à réserver à la présentation de données structurées (résultats, etc.).
- Les appels de note de bas de page (petits chiffres en exposant, introduits par l'outil «  Source ») sont à placer entre la fin de phrase et le point final[comme ça].
- Les liens internes (vers d'autres articles de Wikipédia) sont à choisir avec parcimonie. Créez des liens vers des articles approfondissant le sujet. Les termes génériques sans rapport avec le sujet sont à éviter, ainsi que les répétitions de liens vers un même terme.
- Les liens externes sont à placer uniquement dans une section « Liens externes », à la fin de l'article. Ces liens sont à choisir avec parcimonie suivant les règles définies. Si un lien sert de source à l'article, son insertion dans le texte est à faire par les notes de bas de page.
- La présentation des références doit suivre les conventions bibliographiques. Il est recommandé d'utiliser les modèles {{Ouvrage}}, {{Chapitre}}, {{Article}}, {{Lien web}} et/ou {{Bibliographie}}. Le mode d'édition visuel peut mettre en forme automatiquement les références.
- Insérer une infobox (cadre d'informations à droite) n'est pas obligatoire pour parachever la mise en page.

Pour une aide détaillée, merci de consulter Aide:Wikification.
Si vous pensez que ces points ont été résolus, vous pouvez retirer ce bandeau et améliorer la mise en forme d'un autre article.
Bika est un village du Cameroun dans la Commune de Nguelemendouka situé dans la Région de l’Est et dans le département du Haut-Nyong.

## Climat
Le climat de la région est  de type guinéen avec 4 saisons d’inégale répartition qui sont: une grande saison sèche de décembre à mars, une petite saison des pluies d’avril à mai, une petite saison sèche de juin à juillet et enfin, une  grande saison des pluies d’août à novembre.

## Population et société

### Population
Les 1255 habitants sont répartis entre  557 hommes et 698  femmes. Le reste de la population est constitué des 322 jeunes de moins de 16 ans et des 210 enfants de moins de 5 ans.

### Ethnies
Il existe 2 grands groupes ethniques dans le village de Bika : les Omvang et les Maka. On y trouve aussi des nomades Mbororos. Il n’existe pas de statistiques officielles sur les peuples mbororos au Cameroun. Toutefois, ce groupe est estimé aujourd’hui à moins de deux millions d’âmes, traditionnellement nomades, constamment en mouvement d’un endroit à un autre à la recherche de pâturages pour leurs troupeaux.

### Infrastructures
À Bika il y a un Centre de Santé Intégré, une école primaire et un établissement secondaire. Bika bénéficie d’un réseau électrique.

## Économie
L’agriculture est la principale activité pratiquée dans le village de Bika. Plusieurs cultures sont pratiquées dans cette région.  L'activité économique se concentre sur l’agriculture avec des cultures de rente (cacao et café) mais des cultures vivrières (le bananier plantain et le manioc) y sont également pratiquées.
La grande saison sèche de décembre à mars permet la récolte du café, la petite saison des pluies d’avril à mai permet la récole de semis vivriers, la petite saison sèche de juin à juillet est destinée à la récolte des vivres et enfin, la  grande saison des pluies d’août à novembre  représente un temps mort dans les récoltes.